# Riddarna på Covington Cross
Riddarna på Covington Cross är en brittisk-amerikansk riddarserie från 1992.
Thomas Gray är änkling och bor med sina fyra söner och en dotter på ett slott. Hans äldste son är nyss hemkommen från Heliga landet. Tornerspel och äventyr avlöser varandra.

## Rollista i urval
- Sir Thomas Grey – Nigel Terry
- Lady Elizabeth – Cherie Lunghi
- William Grey – Ben Porter
- Armus Grey – Tim Killick
- Richard Grey – Jonathan Firth
- Cedric Grey – Glenn Quinn
- Eleanor Grey – Ione Skye
- Baron John Mullens – James Faulkner
- Munken – Paul Brooke
- Alexandra Mullens – Laura Howard
- Kung Edward – Miles Anderson